# NGC 935
NGC 935 је спирална галаксија у сазвежђу Ован која се налази на NGC листи објеката дубоког неба.
Деклинација објекта је + 19° 35' 57" а ректасцензија 2h 28m 11,2s. Привидна величина (магнитуда) објекта NGC 935 износи 13,0 а фотографска магнитуда 13,7. Налази се на удаљености од 40,9000 милиона парсека од Сунца. NGC 935 је још познат и под ознакама UGC 1937, MCG 3-7-15, CGCG 462-16, KCPG 68A, ARP 276, VV 238, PGC 9388.